# اندروید تی‌وی
اندروید تی‌وی (به انگلیسی: Android TV) یک سیستم‌عامل برای تلویزیون هوشمند مبتنی بر اندروید است و توسط گوگل برای گیرنده‌های تلویزیون، پخش کننده‌های رسانه ای دیجیتال، گیرنده دیجیتال تلویزیون توسعه یافته است. این سیستم عامل که جانشین گوگل تی‌وی محسوب می‌شود، دارای یک رابط کاربری است که حول کشف محتوا و جستجوی صوتی، برنامه‌ها و سرویس‌های رسانه‌ای مختلف، و ادغام با سایر فناوری‌های گوگل مانند دستیار گوگل، گوگل کست و گراف دانش طراحی شده است.
نخستین بار این سیستم‌عامل در ژوئن ۲۰۱۴ رونمایی شد و اولین بار در نوامبر همان سال در نکسوس پلیر در دسترس قرار گرفت. این سیستم‌عامل به عنوان میان‌افزار برای تلویزیون هوشمند شرکت‌هایی مانند سونی و شارپ قرار داده شده است،

## تاریخچه
اندروید تلویزیون اولین بار در ژوئن ۲۰۱۴ در کنفرانس گوگل آی/او به عنوان جایگزین پروژه ناموفق گوگل تی‌وی معرفی شد.
کیت توسعه ADT-2 قبل از انتشار اندروید تلویزیون ۹٫۰ منتشر شد. اندروید تلویزیون ۱۰٫۰ در تاریخ دهم دسامبر ۲۰۱۹ همراه با کیت توسعه ADT-3 منتشر شد. اندروید تلویزیون ۱۱٫۰ برای ADT-3 در ۲۲ سپتامبر ۲۰۲۰ منتشر شد، در حالی که عرضه آن برای شرکا در ماه‌های بعد برنامه‌ریزی شده بود.
رابط تلویزیون گوگل تا پایان سال ۲۰۲۲ با اندروید تی‌وی جایگزین خواهد شد.

## لیست دستگاه‌ها

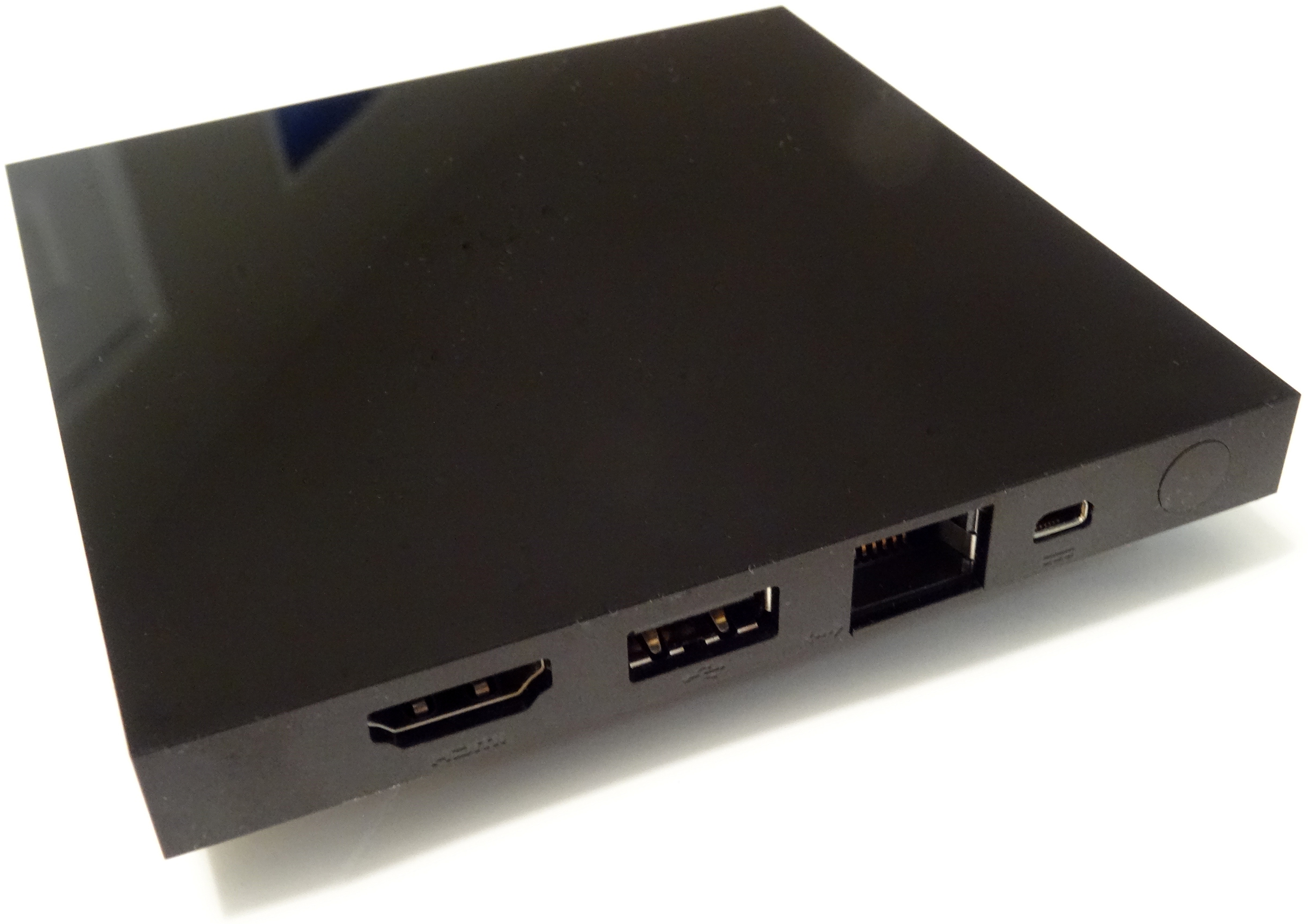
پخش کننده دیجیتال ADT-1، بخشی از کیت توسعه رسمی برای اندروید تلویزیون